# Vertrag von Versailles (1758)
Der (dritte) Vertrag von Versailles vom 30. Dezember 1758 modifizierte den österreichisch-französischen Vertrag aus dem Vorjahr.
Durch das Kriegsgeschehen im Siebenjährigen Krieg zeichneten sich für 1759 stärkere Belastungen für Frankreich ab, das nicht nur auf dem europäischen Kontinent, sondern auch in seinen Kolonien in Kriegshandlungen verstrickt war. Man entschied am französischen Hof, die Ressourcen gegen das Königreich Großbritannien zu konzentrieren.
Frankreich bekräftigte nun das strategische Bündnis mit Österreich und dem hinzugetretenen Russland, widerrief jedoch seine Versprechungen in Bezug auf Schlesien, verzichtete auf alle Ansprüche in den Österreichischen Niederlande und kürzte seine Beihilfe für Österreich und Russland. Die Vertragsverhandlungen sollen sich bis zum März 1759 fortgesetzt haben.